# Natália Falavigna
Natália Falavigna da Silva (født 9. maj 1984) er en brasiliansk taekwondo-kæmper, der vandt den første brasilianske OL-medaljevinder i sporten, da hun vandt bronze ved OL i 2008 i kvindernes 67+ kg-klasse. Ved legene i Athen 2004 opnåede hun en fjerdeplads i samme disciplin.
Inden hun koncentrerede sig om taekwondo, dyrkede Falavigna i større elle mindre grad sportsgrene som volleyball, basketball, fodbold, svømning og ikke mindst håndbold. I 1998 blev hun introduceret til taekwondo, og her udviste hun så stort et talent, at hendes træner såede, at hun kunne blive verdensmester. To år senere gik profetien i opfyldelse, da hun som den første brasilianer vandt junior-VM i Irland. I de følgende fire år sluttede hun i top tre i ni ud af de elleve internationale konkurrencer, hun stillede op i, men så løb hun ind i en mental krise, hvor hun overvejede at blive tennisspiller i stedet. Hun overvandt dog krisen, da hun i 2003 vandt sølv ved Universiaden i Sydkorea.
Ud over sine præstationer ved OL er hendes største præstationer sejr Ved VM i 2005 samt bronzemedaljer ved VM i 2001, 2007 og 2009.